# گلن برنی (مریلند)
گلن برنی (به انگلیسی: Glen Burnie) شهری در ایالت مریلند کشور ایالات متحده آمریکا است که جمعیت آن در سرشماری سال ۲۰۱۰ میلادی، ۶۷٬۶۳۹ نفر بوده‌است.